# Poweo
Poweo était un fournisseur d’électricité et de gaz, créé en France en 2002. Racheté par Direct Energie en 2012, la marque Poweo est relancée en 2014 en Belgique. Elle fait place à Lampiris en 2019, à la suite du rachat de Direct Energie par le groupe Total.
La société est créée en juin 2002 à la suite de la déréglementation du marché de l'électricité et du gaz en France — lancée en 1999 et achevée en 2007 — qui met fin au monopole d'EDF et de GDF. Après avoir commercialisé des offres d'électricité, l'entreprise lance en 2005 ses offres de gaz. En 2006, elle s'engage dans la production d'énergie avec l'autrichien Verbund mais, faisant face à des difficultés financières, revend en 2010 sa filière de production à son partenaire et actionnaire principal. En 2011, la société est rachetée par son concurrent Direct Énergie avec qui elle fusionne l'année suivante. La marque Poweo disparaît en France en 2013 mais se voit relancée en Belgique, d'abord en Wallonie en juillet 2014 puis en Flandre et à Bruxelles en mai 2015.
Poweo compte plus de 50 000 clients en Belgique fin 2016 auxquels a été fourni 480 GWh d'énergie dans l'année.

## Histoire

### 2002: Création d'un fournisseur alternatif en France

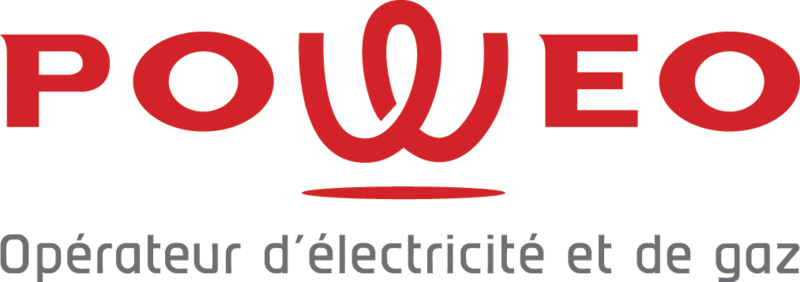
Logo de Poweo de 2003 à 2012.

À la fin des années 1990, l'Union européenne lance la libéralisation du marché de l'énergie européen (électricité et gaz) dans le but de faire baisser les prix et de créer un marché unique de l'énergie. En France, le calendrier prévoit l'ouverture du marché de l'électricité pour les clients consommant plus de 100 GWh en février 1999, ceux consommant plus de 16 GWh en juin 2000, ceux consommant plus de 7 GWh en février 2003, puis pour toutes les entreprises et collectivités locales en juillet 2004, et enfin pour tous les consommateurs, dont les particuliers, en juillet 2007. En parallèle, le marché du gaz est ouvert pour les clients consommant plus de 237 GWh en août 2000, ceux consommant plus de 83 GWh en août 2003, puis pour toutes les entreprises et collectivités locales en juillet 2004, et enfin pour tous les consommateurs, dont les particuliers, en juillet 2007,,.
En juin 2002, Charles Beigbeder crée la société Poweo avec trois associés. Le nouveau fournisseur d'électricité remporte son premier appel d'offres en février 2003 pour la société Altadis. En 2004, Poweo s'introduit sur le marché libre de la bourse de Paris lors d'une augmentation de capital de 10,5 millions d'euros, avant d'être transférée sur l'Alternext en 2005 lors d'une autre augmentation de capital de près de 8 millions d'euros.
Le 1er juin 2005, Poweo commence la commercialisation de ses offres de gaz.

### 2006: Lancement dans la production d'énergie
En 2006, l'entreprise conclut un accord de partenariat avec la société autrichienne Verbund. En février 2007, les deux sociétés créent une filiale commune dénommée Poweo Production détenue à 60 % par Poweo et à 40 % par Verbund, et dont l'activité est la production d'électricité,. En 2007, Poweo fait l'acquisition de la société Espace Éolien Développement (EED), un bureau d'études privé spécialisé en énergie éolienne. En novembre de la même année, l'entreprise inaugure son premier parc éolien à Boulay en Moselle. La même année, elle conclut un accord d'échange de capacités — nucléaires contre thermiques — avec EDF,. Elle annonce être également intéressée par une prise de participation dans une centrale nucléaire de type EPR telle que celle de Flamanville.
En 2008, Poweo est retenue à l'issue d'un appel d'offres pour l'installation deux centrales à biomasse d'une puissance de 16 MW chacune à Laneuveville-devant-Nancy en Meurthe-et-Moselle et à Novillars dans le Doubs. En février de la même année, l'entreprise commence la construction d'une centrale thermique à cycle combiné d'une puissance de 512 MW à Pont-sur-Sambre dans le Nord. Trois autres centrales sont en projet à Beaucaire dans le Gard, à Toul en Meurthe-et-Moselle et au Havre en Seine-Maritime,. En octobre, l'entreprise devient le concessionnaire du barrage des Pradeaux pour une durée de 29 ans et se renforce ainsi dans les énergies renouvelables. En 2009, elle lance la construction d'une centrale solaire photovoltaïque à Torreilles dans les Pyrénées-Orientales.
En juin 2009, Verbund rachète la participation de 13,4 % détenue par le fondateur Charles Beigbeder et monte ainsi à 43,2 % du capital de Poweo. En décembre 2010, Poweo, en difficultés financières, se retire de la production d'électricité en revendant les 60 % qu'il détient dans Poweo Production à son partenaire et actionnaire principal Verbund pour 120 millions d'euros,.

### 2012: Fusion avec Direct Énergie et disparition de la marque
Le 30 septembre 2011, le fournisseur et producteur d'énergie Direct Énergie annonce le rachat pour 36 millions d'euros de 46 % du capital de Poweo jusque-là détenu par l'autrichien Verbund. La société en devient donc son actionnaire principal. Le 11 juillet 2012, les actionnaires des deux entreprises approuvent la fusion-absorption de Direct Énergie par Poweo donnant naissance à un groupe dénommé Poweo Direct Énergie. Ce mariage permet de créer le troisième opérateur d'énergie en France et le premier fournisseur alternatif de gaz et d'électricité, concurrent des opérateurs historiques EDF et GDF Suez. De plus, les deux sociétés déficitaires espèrent atteindre une taille critique leur permettant de devenir rentable avec une base de plus d'un million de clients,,. Finalement, le 5 août 2013, le groupe Poweo Direct Énergie change de dénomination sociale pour redevenir simplement Direct Énergie.

### 2014: Renaissance de la marque en Belgique
Le 1er juillet 2014, Direct Énergie entame son développement international en se lançant sur le marché de l'énergie belge avec une filiale dénommée Poweo. D'abord présent en Wallonie, le fournisseur de gaz et d'électricité étend son offre à Bruxelles et à la Flandre en mai 2015,,. Fin 2016, Poweo comptait plus de 50 000 clients en Belgique.
Le 1er juin 2019, à la suite du rachat de Direct Energie par Total, Poweo est intégré par Lampiris et la marque disparaît à nouveau.

## Organisation

### Direction
Jusqu'à son intégration dans Lampiris en 2019, Poweo était sous la direction des dirigeants de Direct Énergie, sa maison mère.
Avant sa fusion avec Direct Énergie, Poweo était dirigé par un directeur général nommé par le conseil d'administration. Le président du conseil d'administration était Charles Beigbeder et le directeur général était Loïc Capéran avant d'être remplacé par Carine Salvy en avril 2012.

### Capital
Poweo était la marque commerciale de Direct Énergie Belgium, la filiale à 100 % de Direct Énergie en Belgique.
Avant sa fusion avec Direct Énergie, Poweo était une société anonyme cotée à la bourse Alternext. Son actionnaire principal était la société d'électricité autrichienne Verbund jusqu'en 2011 où elle revend ses 46 % à Direct Énergie.

### Données financières
Jusqu'en 2012 et sa fusion avec Direct Énergie, Poweo était une société indépendante qui publiait son propre chiffre d'affaires et son résultat net.
|                    | 2005  | 2006  | 2007   | 2008   | 2009   | 2010    | 2011  |
| Chiffre d'affaires | 110,3 | 244,4 | 363,1  | 577,3  | 564,7  | 696,3   | 405,0 |
| Résultat net       | - 4,9 | 7,4   | - 14,2 | - 25,3 | - 93,9 | - 150,1 | 3,4   |

### Siège
Poweo possède une boîte postale au 149 avenue Louise à Bruxelles en Belgique. Le siège de sa maison mère Direct Énergie est située au 2bis, rue Louis-Armand dans le 15e arrondissement de Paris en France.
Avant sa fusion avec Direct Énergie, le siège de Poweo se situait au 44, rue Washington dans le 8e arrondissement de Paris.

## Activités

### Fourniture d'énergie

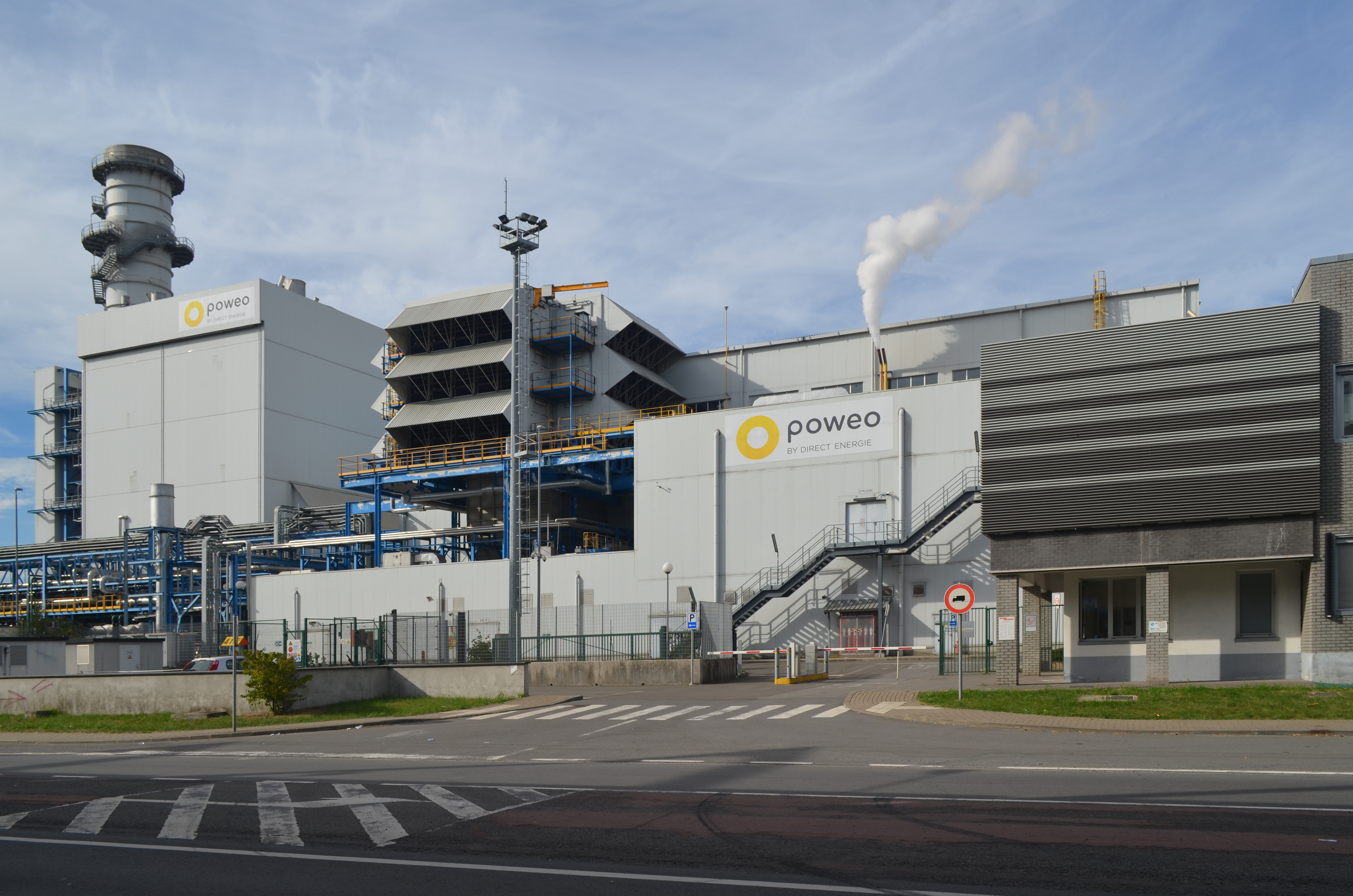
Centrale énergétique à Marchienne-au-Pont (Charleroi)

Poweo est un fournisseur d'électricité et de gaz en Belgique pour les particuliers et les professionnels. Au 31 décembre 2016, la société comptait plus de 50 000 clients belges auxquels elle a fourni dans l'année 480 GWh d'énergie, dont 368 GWh de gaz et 112 GWh d'électricité. Le 1er juin 2019, à la suite du rachat de Direct Energie par Total, Poweo est intégré par Lampiris et la marque disparaît à nouveau.
Avant sa fusion avec Direct Énergie, lorsque Poweo était un fournisseur d'énergie en France, la société comptait 332 473 clients français au 31 décembre 2011, dont 243 094 pour l'électricité et 89 379 pour le gaz, soit moins que l'année précédente qui comptait 385 800 clients.

### Ancienne production d'énergie
À partir de 2006, Poweo était un producteur d'énergie (électricité et gaz) via sa filiale Poweo Production qu'elle détenait avec l'entreprise d'énergie autrichienne Verbund,. En 2010, elle a vendu sa filière de production d'énergie à Verbund,.
Poweo détenait une centrale thermique à cycle combiné au gaz naturel d'une puissance de 412 MW à Pont-sur-Sambre dans le Nord. Une autre centrale d'une puissance de 413 MW était en construction à Toul en Meurthe-et-Moselle, et une troisième d'une puissance de 840 MW en projet à Blaringhem dans le Nord. L'entreprise était présente dans les énergies renouvelables, notamment avec plusieurs parcs éoliens à Louville-la-Chenard (Eure-et-Loir), Luc-sur-Orbieu (Aude), Les Renardières (Marne), Boulay-Moselle (Moselle), Saint-Aubin-sur-Aire (Meuse), Fierville-Bray (Calvados), Is-en-Bassigny (Haute-Marne) et sur le plateau de Langres. Elle possédait également une centrale solaire photovoltaïque à Torreilles dans les Pyrénées-Orientales et était concessionnaire du barrage des Pradeaux dans le Puy-de-Dôme.